# 卡尔维内
卡尔维内（法語：Calvinet，法語發音：[kalvinɛ]）是法国康塔尔省的一个旧市镇，位于该省西南部，属于欧里亚克区。2019年，卡尔维内与市镇穆尔茹合并为新市镇皮卡佩勒。

## 地理
卡尔维内（44°43'4"N, 2°21'27"E）面积13.73 平方千米，位于法国奥弗涅-罗讷-阿尔卑斯大区康塔爾省，该省份为法国中南部省份，位于法國中央高原中心，北起科雷兹省、上盧瓦爾省和多姆山省，西接洛特省和科雷兹省，南至阿韦龙省和洛特省，东临上盧瓦爾省和洛泽尔省。
与卡尔维内接壤的市镇（或旧市镇、城区）包括：卡萨尼尤兹、马科莱斯、穆尔茹、圣安托万、塞讷泽尔格。

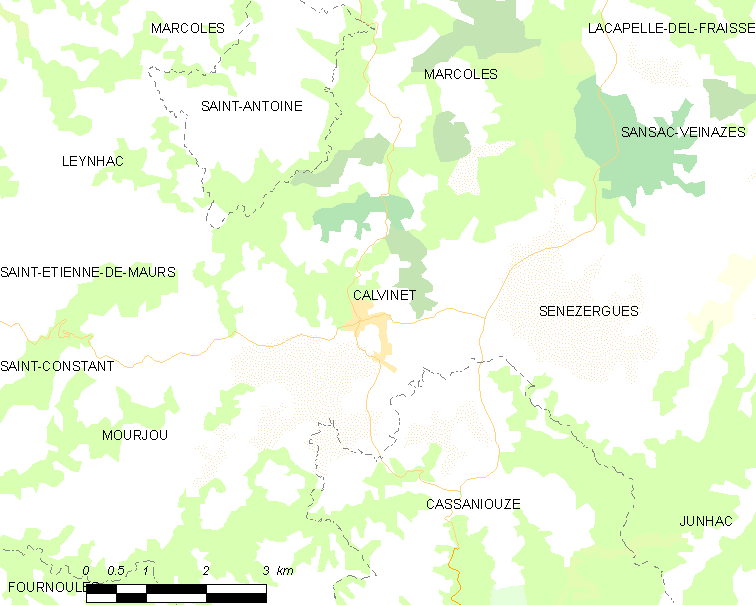
卡尔维内的OSM定位图

卡尔维内的时区为UTC+01:00、UTC+02:00（夏令时）。

## 行政
卡尔维内的邮政编码为15340，INSEE市镇编码为15027。

## 政治
卡尔维内所属的省级选区为塞尔河畔阿尔帕容县。

## 人口

1962-2008年间卡尔维内人口变化图示

卡尔维内于2018年1月1日时的人口数量为437人。